# Барвінок звичайний
Барві́нок звичайний, або барвінок мали́й (Vinca minor L.; місцеві назви — барвін-зілля, барвінок хрещаcтий, могильник) — рослина роду барвінок (Vinca) родини барвінкових (Apocynaceae).

## Опис

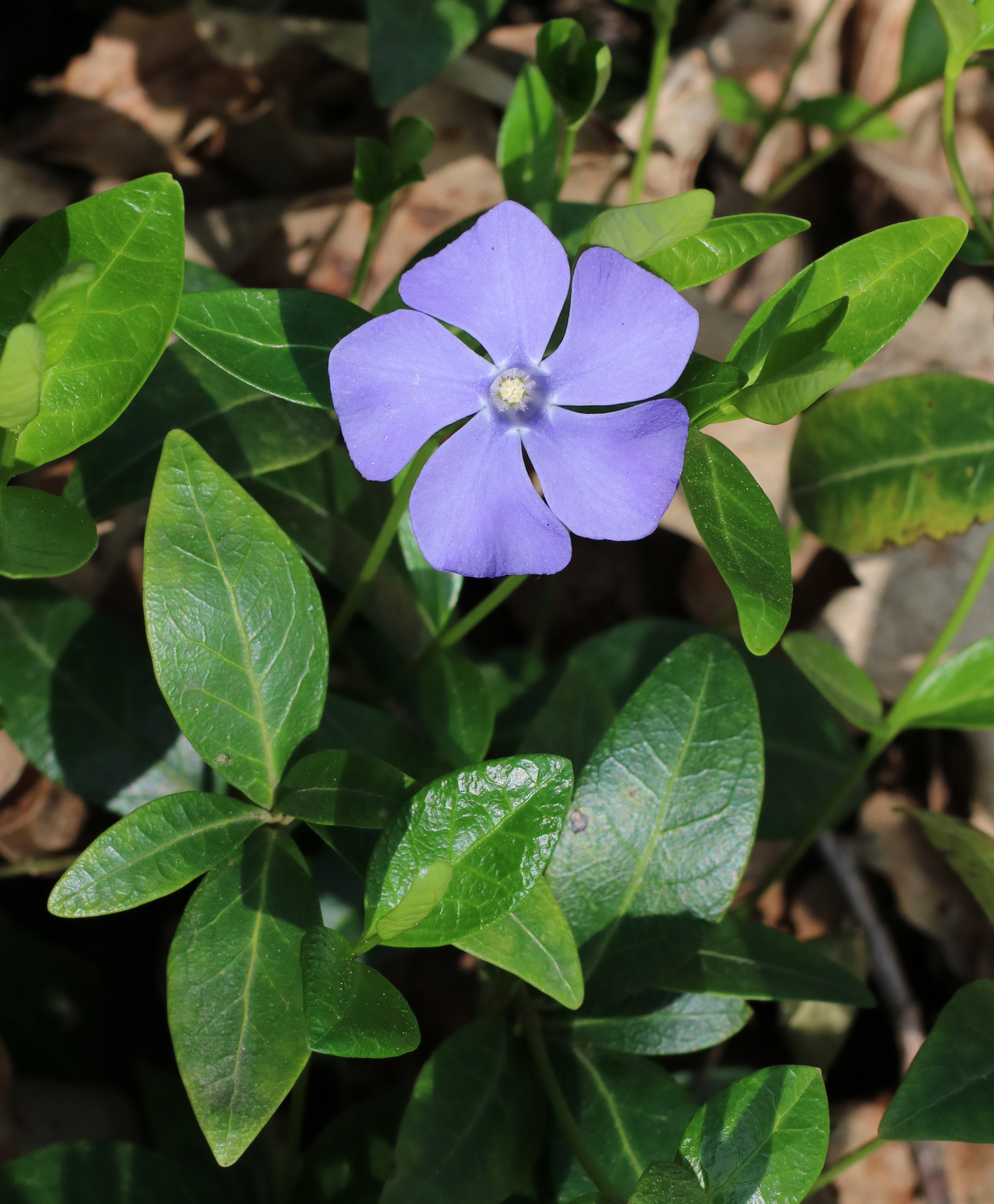
Квітка і листя барвінку звичайного

Барвінок звичайний — вічнозелений напівчагарничок 30-60 см заввишки.
Кореневище — тонке, горизонтальне, до 70 см завдовжки.
Стебла барвінку — повзучі, розгалужені, у вузлах укорінюються.
Листки — супротивні (З-7 см завдовжки, 2,5 см завширшки), еліптичні, шкірясті, вічнозелені, голі, зверху блискучі, по краях гладенькі.
Квітки — двостатеві, правильні, пазушні, поодинокі, на довгих квітконосах. Оцвітина — подвійна, п'ятичленна. Чашечка зрослолиста, частки її ланцетні, голі, віночок синій, трубчасто-лійкоподібний (до 25 мм у діаметрі), трубочка віночка завдовжки до і2 мм. Тичинок п'ять, маточки — дві, зав'язі верхні.
Плід складається з двох видовжених, стрічкоподібних листянок.

## Поширення
Барвінок малий росте у листяних лісах, переважно в грабових або в грабово-дубових, часто утворює суцільні зарості на десятках гектарів. Тіневитривала рослина.
Період цвітіння — у травні — червні.
Барвінок звичайний поширений у Карпатах, Розточчі, Опіллі, західному Поліссі, Лісостепу (крім Донецького), західному Степу.
Культивують у парках, на кладовищах.
Основні заготівлі провадять у Закарпатській, Львівській, Івано-Франківській, Чернівецькій, Тернопільській, Хмельницькій і Вінницькій областях, заготівля можлива також у Волинській, Рівненській, Житомирській, Київській, Чернігівській, Сумській, Полтавській, Харківській, Черкаській і Кіровоградській областях.
Запаси сировини барвінку малого є великими.

## Практичне використання
Барвінок звичайний — лікарська, отруйна і декоративна рослина.
У науковій медицині використовують траву барвінку малого (Herba Vincae minoris). З неї виготовляють препарат девінкан (містить алкалоїд вінкамін) у таблетках і ампулах, який застосовують при гіпертонічній хворобі першої і другої стадій та серцебитті неврогенного характеру і вегетативних неврозах.
З барвінку виготовляють препарати, які застосовують при болях голови як засіб, що розширює судини головного мозку. Трава барвінку малого містить алкалоїди вінин, пубесцин, мінорин ізовінкамін, віназид.
У народній медицині траву барвінку малого використовують як кровоочисний, в'яжучий, легкий проносний і кровоспинний засіб, при кровоточивості ясен і болі зубів, неприємному запаху з рота, хворобах горла, а також при бронхітах, запаленні тонкої і товстої кишки.
Слід пам'ятати, що барвінок звичайний є отруйною рослиною, тому препарати з неї треба точно дозувати. Тварини її не поїдають.
Барвінок звичайний, як і решта видів барвінку, є улюбленою декоративною рослиною українців. Барвінок звичайний широко культивують у парках, лісопарках, скверах, суцільних насадженнях і куртинами на схилах, ровах, кам'яних гірках. Його вирощують на кладовищах і в горщиках на балконах.
Краще за все барвінок росте в напівтіні на пухкому, перегнійному ґрунті, може розвиватися і на відкритих місцях. Виведені садові форми з білими, чорно-фіолетовими, мідно-червоними і пурпурово-червоними квітками, з сріблястим листям, жовтим по краю або строкатим.

## Збирання, переробка та зберігання
Заготовляють траву барвінку малого навесні та на початку літа під час і після цвітіння (травень — червень), зрізуючи її серпом або секатором. Не можна виривати рослини з кореневищами.
На одних і тих же масивах заготовляти цю рослину можна через 3—5 років.
Траву сушать на горищах або під навісами з гарною вентиляцією, розстеливши тонким шаром (3-5 см) на папері або тканині.
Сировину експортують за кордон. Пакують її в льняно-джгутові мішки однакової ваги, зберігають у сухих, добре провітрюваних приміщеннях на стелажах або підтоварниках.
Вид потребує дбайливого використання та охорони.